# Nicolas Hartsoeker
Nicolas Hartsoeker (Gouda, 26 mars 1656 – Utrecht, 10 décembre 1725) est un biologiste et physicien néerlandais.

## Biographie

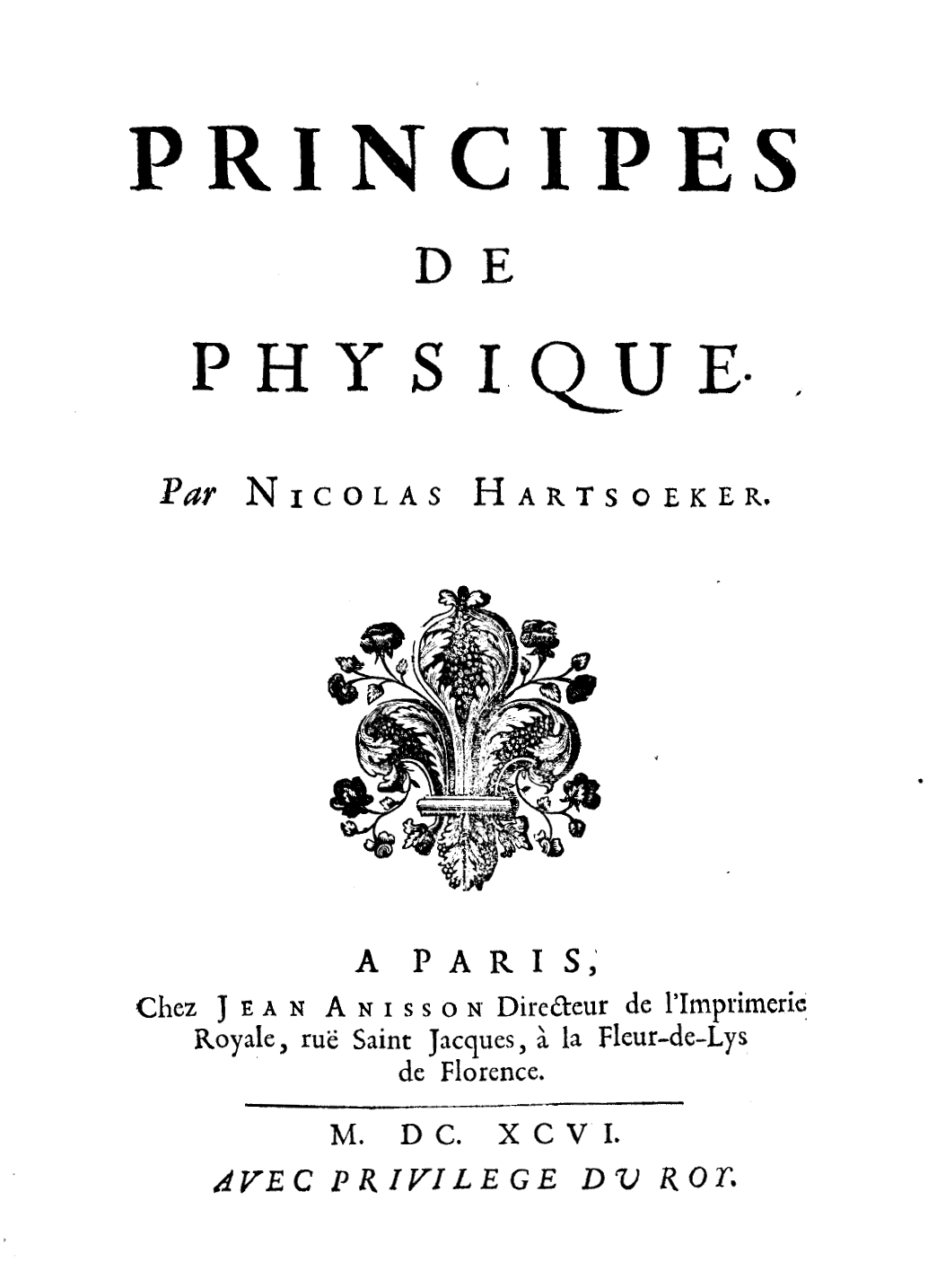
Principes de physique, 1696

Destiné au ministère par son père, Christian Hartsoeker, prêtre remontrant, Nicolas Hartsoeker, malgré l’opposition paternelle, s’intéresse à l’astronomie, puis aux mathématiques afin, semble-t-il, de pouvoir mieux comprendre le ciel et les étoiles. Secrètement initié aux mathématiques, il l'est aussi à la construction d’instruments d’observation tels que les microscopes via l’apprentissage du polissage du verre. Il vivait à Amsterdam.
En 1676, il a vingt ans et interrompt ses observations au microscope pour étudier les belles-lettres, le grec, la philosophie et l’anatomie à Leyde et Amsterdam, « sous les plus habiles professeurs » de ces deux villes, des cartésiens « aussi entêtés de Descartes, que les Scholastiques précedens l’avoient été d’Aristote. »
En 1677, il s’établit à Amsterdam pour passer en France où il veut achever ses études. Il reprend les observations au microscope et « fait des découvertes ». Découverts par Antoni Van Leeuwenhoek, les spermatozoïdes sont réétudiés par Hartsoeker. En 1694 il présentait un « homunculus » — un individu en miniature accroupi dans la tête d'un spermatozoïde (théorie des animaculistes = spermatistes : par opposition à la théorie des ovistes qui pensaient que l'homunculus était préformé dans l'« œuf »).
En 1679, il arrive en France avec Huygens, où il restera jusque fin 1679. Cela ne semble pas l'empêcher de faire valoir ses droits : aussi réagit-il à la Lettre touchant une nouvelle manière de Microscope de Huygens du 15 août 1678, où celui-ci ne fait pas mention de lui, par une Lettre à l’auteur du Journal des savants touchant la manière de faire les nouveaux microscopes, le 29 août de la même année. Ainsi s’engage, selon Niceron, une bataille dont Hartsoeker ne serait que la monture du porte-plume, puisqu’il signe un écrit qu’on lui a soufflé et qu’on a même écrit à sa place, Hartsoeker ne sachant pas, alors, assez de français pour le composer. C’est la science de Huygens qui est visée en toile de fond d’une bataille — qui sera vite soldée — sur la primauté des améliorations apportées au microscope. Cela dit, la lettre pour laquelle Hartsoeker n’est qu’un prête-nom, jugée « trop envenimée », ne sera pas publiée mais envoyée à Huygens. De là un accord entre les deux Hollandais et la lettre susmentionnée de Hartsoeker, pour laquelle il est encore prête-nom, mais au service de Huygens.
Il retourne alors en Hollande, se marie et repart en France pour faire visiter Paris à sa femme.
De 1684 à 1696, il est établi en France. En 1692, paraît au Journal des sçavans du 21 juillet une Réponse au paradoxe de la réfraction proposée par M. de Lagny et en 1694, chez un éditeur parisien, un volume in-quarto de 233 pages intitulé Essai de dioptrique. Malebranche et L’Hospital saluent l’ouvrage et reconnaissent que Hartsoeker est bon géomètre. Ils tentent alors de le gagner à la géométrie des infiniment petits ; il la rejette, « la jugeant peu utile pour la physique » de même qu’il dédaignait « les profondeurs de l’algèbre. » En 1696, à Paris, sortent les Principes de la physique, in-4° de 236 pages dans lequel il expose son système « assez clairement et avec plus d’étendue que dans le précédent ouvrage » (paraphrase).
En 1696, il retourne à nouveau en Hollande. Cette même année, sans doute avant son retour en Hollande, il publie Des éléments du corps naturel & des qualités qu’ils doivent avoir [sic]. Pour servir de réponse aux Objections que M. la Montre a faites dans le Journal du 16 avril contre les Principes de la physique de M. Hartsoeker. Cela est inséré dans le Journal des savants du 16 juillet 1696 et dans L’histoire des ouvrages des savants d’octobre 1696. Il triplique avec une Réponse à la Réplique de M. la Montre touchant les éléments du corps naturel (Journal des savants du 10 septembre 1696) et il polémique encore publiquement avec La Montre avec ses Difficultés proposées à M. la Montre sur l’explication qu’il a donnée de la variation de l’aiguille aimantée (Journal des savants du 20 août 1696).
En 1699, il est agrégé à l’Académie royale des sciences de Paris (« honneur que lui procura la réputation qu’il avait laissée à Paris ») en qualité d’associé étranger, avant d'être par la suite agrégé à la Société royale de Berlin. Ces années-là, Hartsoeker semble vivre à Amsterdam, puisqu’il s’en déplace pour y rencontrer le Tsar lors de son voyage dans l’ouest de l’Europe (1697-1698). Il instruit le Tsar, qui étudie également, à Amsterdam, les techniques navales. Celui-ci propose à Hartsoeker de l’emmener « en Moscovie » mais il refuse. Il est dédommagé de ses peines par les magistrats d’Amsterdam qui lui font construire un observatoire sur les remparts de la ville. Hartsoeker construit alors un « grand miroir ardent composé de pièces rapportées, pareil à celui dont quelques-uns prétendent qu’Archimède se servit » et reçoit la visite du Landgrave de Hesse-Cassel.
En 1702, sa Lettre à M. Régis, Docteur en médecine à Amsterdam, sur les digues d’Hollande paraît dans les Nouvelles de la république des lettres d’octobre 1702. Dans la même revue, l’année suivante, livraison de janvier, il publie la Lettre contenant les raisons pour lesquelles dans un tuyau recourbé, dont les branches sont inégales en grosseur, l’eau monte plus haut dans la branche étroite que dans la plus large et le mois suivant et, dans la République des lettres, la Lettre contenant des conjectures sur la circulation du sang.
Il reçoit des propositions d’emploi de l’Électeur palatin Jean Guillaume, propositions auxquelles il finit par répondre positivement en 1704 ; il se rend alors à Dusseldorf pour s’y établir. Cette année-là paraît, dans la République des lettres de mars, la Raison naturelle du mouvement éliptique des planètes dans leurs orbes. Il est alors Premier mathématicien de l’Électeur et professeur honoraire à l’université de Heidelberg. Il voyage un peu en Allemagne et « est bien reçu partout » (paraphrase). En 1705 paraît la Lettre sur le problème de physique, pourquoi les boutons des arbres, qui résistent à la plus forte gelée pendant l’hiver, ne peuvent pas résister à un froid assez médiocre au printemps (République des lettres, janvier et juillet). L’année suivante paraissent à Amsterdam (in-quarto de 371 pages) les Conjectures physiques, que Hartsoeker enverra notamment à Leibniz, et en 1708, la Suite des conjectures physiques, toujours à Amsterdam (in-4° de 147 pages). Ces deux ouvrages sont adressés à l’Électeur palatin et sont composés en forme de discours. Hartsoeker dit lui-même qu’il a « toujours tâché de ne rien avancer qu’après un examen rigoureux et géométrique, autant qu’on peut le faire en matière de physique, où l’on est souvent obligé d’admettre des probabilités pour des démonstrations » (cité dans Niceron, p. 64). En 1712, il publie la Suite des Conjectures physiques et des Eclaircissements sur les conjectures physiques (Amsterdam, in-4° de 260 pages), suivies de trois lettres : 
- Lettre aux auteurs du Journal littéraire sur la critique qu’ils ont faite de la Suite des Conjectures physiques (Journal littéraire, t. III, p. 431)
- Lettre aux journalistes de La Haye sur le système de M. Newton touchant le mouvement des planètes (Journal littéraire, t. IV, p. 174)
- Lettre sur quelques endroits des ouvrages de Messieurs Cheyne et Derham sur le système du monde (Bibliothèque ancienne et moderne, t. VIII, p. 303).

En 1711 paraît la Description de deux niveaux d’une nouvelle invention, dont l’un a le centre de pensanteur au-dessous, et l’autre au-dessus de point d’appui (Amsterdam), et l’année suivante, chez les Jésuites, une Lettre à M. de Leibniz sur ses mouvements conspirants (Mémoires de Trévoux de mars 1712, p. 510).
En réponse aux objections, notamment, de Leibniz, sortent de presse (Amsterdam, in-4°, 189 pages) les Eclaircissements sur les conjectures physiques. D’après Niceron, Hartsoeker semble devenir plus farouche que dans les écrits précédents : il n’avait alors jamais attaqué personne.
En 1716 survient la mort de l’Électeur. Hartsoeker reste encore un peu et s’en retourne en Hollande malgré les propositions du Landgrave de Hesse. « Las de la Cour », il part vivre à Utrecht.
Il publie en 1717 un traité intitulé Passions de l’âme, inséré dans le sixième supplément des Nouvelles littéraires, puis les écrits suivants : 
- Remarques sur la dissertation que M. Dortous de Mairan a présentée à l’Académie royale de Bordeaux sur les variations du baromètre (Bibliothèque ancienne et moderne, t. XIV)
- Recueil de plusieurs pièces de physique, où l’on fait principalement voir l’invalidité du système de M. Newton, et où se trouve entre autres une Dissertation sur les moyens de s’en garantir (Utrecht 1722, in-12 de 362 pages)
- Lettre écrite d’Utrecht le 8 décembre 1722 en réponse à une lettre de M. de Mairan insérée dans le Journal des savants (Journal des savants de février 1723)
- Lettre sur les serres qui recroissent aux écrevisses quand on les a rompues, sur la petitesse des animaux que quelques-uns supposent avoir été tous créés au commencement du monde, et sur les natures qui forment actuellement les corps organisés, et qui y résident (Bibliothèque ancienne et moderne, t. XVIII).

Le cas des écrevisses fait penser à Hartsoeker que la seule mécanique est insuffisante pour l’explication de la « recroissance » des serres des écrevisses et le fait pencher pour l’existence d’une âme plastique ou formatrice présente dans tous les animaux ; cela est un tournant dans sa pensée, en direction de celle de Ralph Cudworth, mais débarrassée de ses erreurs ; à cette époque, Hartsoeker aurait traité ses premières hypothèses sur la génération des animaux d’absurdes.

## Publications
- Nicolas Hartsoeker, Conjectures physiques sur Gallica
- Nicolas Hartsoeker, Seconde partie de la suite des Conjectures physiques sur Gallica
- Œuvres numérisées par Nicolas Hartsoeker, Linda Hall Library :
  - (1694) Essay de dioptrique
  - (1696) Principes de physique
  - (1706) Conjectures physiques